# Rome: Total War
Rome: Total War – gra komputerowa będąca trzecią z serii gier strategicznych Total War firmy The Creative Assembly wydana 22 września 2004 roku przez firmę Activision. Stworzono do niej dwa dodatki: Barbarian Invasion oraz Alexander.

## Fabuła
Rome: Total War to trzecia część serii Total War, zapowiadana przez producentów jako nowa generacja jedynej w swoim rodzaju strategii. Akcja gry toczy się w czasach starożytnych. Głównym zadaniem gracza jest budowa potęgi republiki rzymskiej poprzez prowadzenie zakrojonej na szeroką skalę ekspansji terytorialnej. Podboju starożytnego świata dokonać można również kilkoma innymi ówczesnymi potęgami militarnymi, do wyboru gracza udostępniono m.in. Egipt, Grecję, Kartaginę, monarchię Seleucydów oraz nacje barbarzyńców.

## Rozgrywka
Rozgrywka w Rome: Total War składa się z dwóch części: strategicznej, rozgrywanej w turach, gdzie mając przed sobą mapę starożytnego świata gracz zarządza swoim państwem, oraz taktycznej, rozgrywanej w czasie rzeczywistym, gdzie na trójwymiarowych polach bitewnych prowadzi do boju swoje wojska.

### Część strategiczna
Część turowa rozgrywa się na trójwymiarowej mapie przedstawiającej Europę, północną Afrykę i zachodnią Azję. Głównym zadaniem gracza jest rozwijanie swojego imperium. Polega to głównie na rozbudowie posiadanych miast: wznoszeniu budynków handlowych, wojskowych, świątyń, łaźni, dróg, amfiteatrów, szkół, warsztatów rzemieślniczych, portów itp. Każdy budynek w jakiś sposób wpływa na mieszkańców np. obecność amfiteatru podnosi poziom zadowolenia, wzniesienie koszar pozwala na szkolenie nowych wojsk, lepsze drogi umożliwiają rozwój handlu i szybsze przemarsze wojsk.
Na mapie znajdują się również figurki symbolizujące oddziały wojskowe, szpiegów i dyplomatów. Dyplomacja w porównaniu do poprzednich części została znacznie rozbudowana. Teraz oprócz sojuszów możliwe jest zawieranie porozumień handlowych, żądanie i oferowanie trybutów, przyjęcie roli seniora lub wasala.

### Część taktyczna
Największą atrakcją Rome: Total War są bitwy rozgrywane w czasie rzeczywistym. Gra stanowi swego rodzaju przełom w tej dziedzinie. Wykorzystuje całkowicie nowy silnik graficzny, pozwalający na przedstawienie zmagań nawet 10 tys. szczegółowo wymodelowanych, posiadających trójwymiarowe modele żołnierzy. Potyczki toczą się w realistycznie wyglądających krajobrazach, usytuowanych w różnych częściach Europy, np. na trawiastych łąki i przedalpejskich wzgórzach Galii, surowych ziemiach Kartaginy i Hiszpanii czy piaszczystych, spalonych słońcem pustyniach Egiptu i Palestyny. Każda nacja posiada charakterystyczne dla niej jednostki np. greckie wojsko tworzą hoplici, Rzymianie szczycą się swoimi legionami, Kartagina używa słoni bojowych. Ważną częścią gry są oblężenia, gdzie za pomocą różnych machin oblężniczych należy sforsować mury i pokonać broniących ich żołnierzy.

### Frakcje
Na początku rozgrywki gracz ma do dyspozycji trzy grywalne rzymskie frakcje: ród Juliuszów, Brutusów i Scypionów. Po przejściu gry jedną z nich, odblokowane zostają kolejne: Egipt, monarchia Seleucydów, Kartagina, Partia, Galia, Germania, Brytania oraz miasta greckie.

## Dodatki
Do gry wydano dwa oficjalne dodatki: Barbarian Invasion wydany 27 września 2005 roku i Alexander wydany 19 czerwca 2006 roku, oba stworzone przez The Creative Assembly i wydane przez firmę Sega. Pierwszy skupia się na wędrówkach ludów i upadku cesarstwa zachodniorzymskiego. Drugi przedstawia wyprawę Aleksandra Macedońskiego do Persji.
Powstało również wiele modów zmieniających rozgrywkę np. przenoszących grę w realia Władcy Pierścieni, czy też wydarzenia opisane w Ogniem i mieczem. Warto wymienić także największą polską modyfikacje The Great Ancient World dodającą m.in. kampanie historyczne i powiększoną mapę.